# Tamás Kulifai
Dans le nom hongrois Kulifai Tamás, le nom de famille précède le prénom, mais cet article utilise l’ordre habituel en français Tamás Kulifai, où le prénom précède le nom.
Tamás Kulifai, né le 4 mai 1989 à Budapest, est un kayakiste hongrois.
Aux Jeux olympiques d'été de 2012 à Londres, il est médaillé d'argent de kayak à quatre 1 000 m avec Zoltán Kammerer, Dániel Pauman et Dávid Tóth.